# William Edward Hartpole Lecky

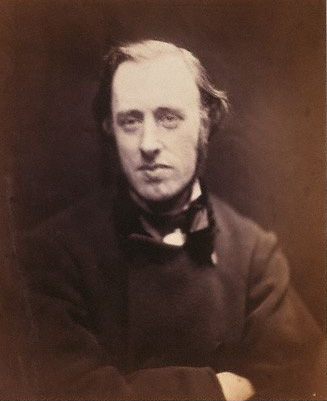
William Edward Hartpole Lecky, foto uit 1868 van Julia Margaret Cameron, National Portrait Gallery London

William Edward Hartpole Lecky (Newtown Park, bij Dublin, 26 maart 1838 – Londen, 22 oktober 1903) was een Iers historicus en lid van het Britse Lagerhuis.

## Familie
Lecky was de oudste zoon van de Ierse landeigenaar John Hartpole Lecky. Hij trouwde in 1871 met de Nederlandse Catharina Elisabeth Boldewina barones van Dedem (1842-1912), lid van de familie Van Dedem; uit dit huwelijk werden geen kinderen geboren.

## Leven en werk
Lecky studeerde godgeleerdheid aan Trinity College te Dublin waar hij in 1859 zijn BA, in 1863 zijn MA behaalde. Oorspronkelijk was het idee om in te treden in de protestante Kerk van Ierland, maar dat is niet gebeurd.
In 1860 publiceerde Lecky The Religious Tendencies of the Age, een jaar later gevolgd door  Leaders of Public Opinion in Ireland; beide werken verschenen anoniem. Daarna wijdde hij zich geheel aan geschiedenis en werkte aan zijn hoofdwerk A History of England during the Eighteenth Century dat tussen 1878 en 1890 in acht delen verscheen. Delen uit dit werk verschenen afzonderlijk onder de titel A History of Ireland in the Eighteenth Century.
Tussen 1895 en 1903 was Lecky lid van het Britse Lagerhuis namens de Dublin University.

## Eerbewijzen

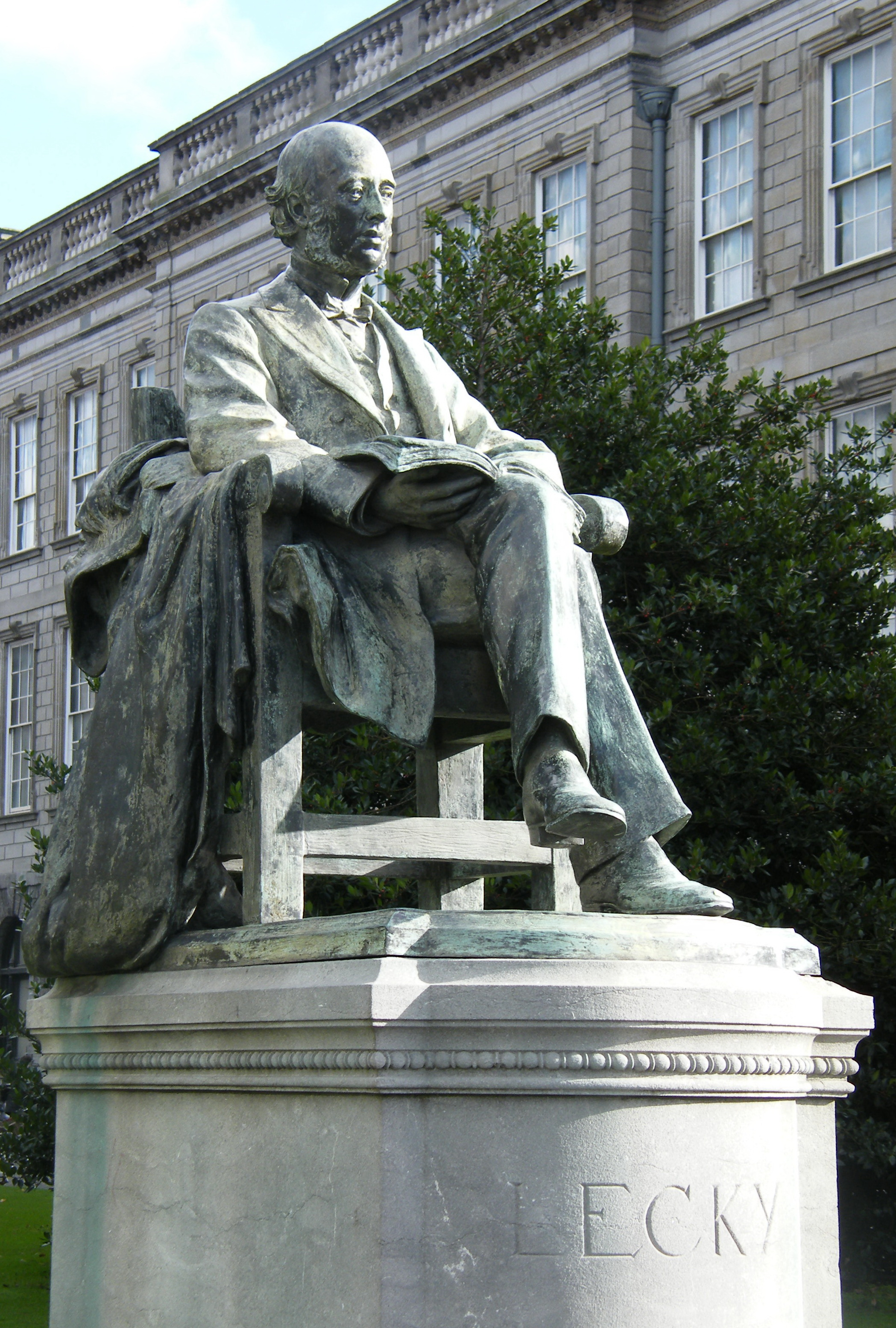
Standbeeld bij Trinity College

In 1902 werd Lecky benoemd in de in dat jaar ingestelde Order of Merit (Verenigd Koninkrijk). In 1904 werd geld bijeengebracht voor een standbeeld dat voor Trinity College werd opgericht. In 1913 legateerde zijn weduwe een geldbedrag aan de universiteit waarmee een naar haar man genoemde, nog steeds bestaande leerstoel werd opgericht: de Lecky Chair of History; in 1909 had zij haar herinneringen aan hem gepubliceerd.